# Guam i olympiska sommarspelen 2008
Guam deltog i olympiska sommarspelen 2008 som ägde rum i Peking i Kina mellan den 8 och 24 augusti 2012.

## Brottning
- Huvudartikel: Friidrott vid olympiska sommarspelen 2008

Damernas fristil
| Brottare   | Gren   | Kval                 | Åttondelsfinal       | Kvartsfinal          | Semifinal            | Återkval 1           | Återkval 2           | Final / BM           | Final / BM |
| Brottare   | Gren   | Motståndare Resultat | Motståndare Resultat | Motståndare Resultat | Motståndare Resultat | Motståndare Resultat | Motståndare Resultat | Motståndare Resultat | Placering  |
| ---------- | ------ | -------------------- | -------------------- | -------------------- | -------------------- | -------------------- | -------------------- | -------------------- | ---------- |
| Maria Dunn | −63 kg | Vaseva (BUL) L 0–3   | Gick inte vidare     | Gick inte vidare     | Gick inte vidare     | Gick inte vidare     | Gick inte vidare     | Gick inte vidare     | 17         |

## Friidrott
- Huvudartikel: Friidrott vid olympiska sommarspelen 2008

Förkortningar
- Notera – Placeringar gäller endast den tävlandes eget heat
- Q = Kvalificerade sig till nästa omgång via placering
- q = Kvalificerade sig på tid eller, i fältgrenarna, på placering utan att ha nått kvalgränsen
- NR = Nationellt rekord
- N/A = Omgången inte möjlig i grenen
- Bye = Idrottaren behövde inte delta i omgången

Herrar
Bana och väg
| Idrottare     | Gren  | Heat       | Heat      | Semifinal        | Semifinal        | Final            | Final            |
| Idrottare     | Gren  | Resultat   | Placering | Resultat         | Placering        | Resultat         | Placering        |
| ------------- | ----- | ---------- | --------- | ---------------- | ---------------- | ---------------- | ---------------- |
| Derek Mandell | 800 m | 1:57.48 PB | 8         | Gick inte vidare | Gick inte vidare | Gick inte vidare | Gick inte vidare |

Damer
Bana och väg
| Idrottare   | Event | Heat     | Heat      | Kvartsfinal      | Kvartsfinal      | Semifinal        | Semifinal        | Final            | Final            |
| Idrottare   | Event | Resultat | Placering | Resultat         | Placering        | Resultat         | Placering        | Resultat         | Placering        |
| ----------- | ----- | -------- | --------- | ---------------- | ---------------- | ---------------- | ---------------- | ---------------- | ---------------- |
| Cora Alicto | 100 m | 13.31    | 7         | Gick inte vidare | Gick inte vidare | Gick inte vidare | Gick inte vidare | Gick inte vidare | Gick inte vidare |

## Judo
Herrar
| Idrottare        | Gren               | Inledande omgång     | Sextondelsfinal             | Åttondelsfinal       | Kvartsfinal          | Semifinal            | Återkval 1                  | Återkval 2           | Återkval 3           | Final / BM           | Final / BM       |
| Idrottare        | Gren               | Motståndare Resultat | Motståndare Resultat        | Motståndare Resultat | Motståndare Resultat | Motståndare Resultat | Motståndare Resultat        | Motståndare Resultat | Motståndare Resultat | Motståndare Resultat | Placering        |
| ---------------- | ------------------ | -------------------- | --------------------------- | -------------------- | -------------------- | -------------------- | --------------------------- | -------------------- | -------------------- | -------------------- | ---------------- |
| Ricardo Blas Jr. | Tungvikt (+100 kg) | BYE                  | Gujejiani (GEO) L 0001–0200 | Gick inte vidare     | Gick inte vidare     | Gick inte vidare     | McCormick (USA) L 0010–0100 | Gick inte vidare     | Gick inte vidare     | Gick inte vidare     | Gick inte vidare |

## Kanotsport
Sprint
| Kanotist        | Gren                 | Heat     | Heat      | Semifinal        | Semifinal        | Final            | Final            |
| Kanotist        | Gren                 | Tid      | Placering | Tid              | Placering        | Tid              | Placering        |
| --------------- | -------------------- | -------- | --------- | ---------------- | ---------------- | ---------------- | ---------------- |
| Sean Pangelinan | Herrarnas C-1 500 m  | 2:12.696 | 7 QS      | 2:17.940         | 9                | Gick inte vidare | Gick inte vidare |
| Sean Pangelinan | Herrarnas C-1 1000 m | 4:49.284 | 8         | Gick inte vidare | Gick inte vidare | Gick inte vidare | Gick inte vidare |

## Simning
- Huvudartikel: Simning vid olympiska sommarspelen 2008